# Camagroc
El camagroc (Craterellus lutescens, del llatí lutescens, que es torna groc) és una espècie de bolet de l'ordre dels cantarel·lals (Cantharellales). Pertany al grup dels rossinyolics. És bon comestible.

## Noms comuns
Camagroc, rossinyolic, rossinyol de pi, vaqueta de pi, misto, picornell de càrritx, picornell de pi, ginesterola de pi i cama-seca de bruc.

## Ecologia
És un bolet que viu als boscs de pins, principalment als de pi roig. Creix formant grans colònies en obagues molsoses, per la qual cosa són molt fàcils de trobar.

## Característiques
De barret bru grisenc, en un principi convex-umbilicat i després imbutiforme, de 3 a 6 cm de diàmetre i marge molt ondulat. La cara inferior, que és d'un bell color taronja suau, primer llisa i després venada, sense làmines definides, s'uneix sense solució de continuïtat amb la cama, afuada i del mateix color.

## Gastronomia
És un excel·lent comestible. La carn, que és elàstica, s'asseca fàcilment i desprèn aleshores un perfum intens, de brou de carn. Un cop assecat també es pot moldre. També es pot conservar havent agafat el bull i congelat.